# Henri Laurens
Henri Laurens (n. 18 februarie 1885, Paris, Franța – d. 5 mai 1954, Paris, Franța) a fost un sculptor și ilustrator francez.

## Tinerețe și educație
Născut la Paris, Henri Laurens a lucrat ca pietrar înainte de a deveni sculptor. Între 1899 și 1902, a urmat cursuri de desen la École d'Art Industriel, timp în care a realizat lucrări care au fost puternic influențate de popularitatea lui Auguste Rodin.

## Carieră
Mai târziu, Laurens a fost atras de o nouă adunare de creativitate artistică la Montparnasse. Din 1915, a început să sculpteze în stil cubist, după ce i-a întâlnit pe Pablo Picasso, Georges Braque, Juan Gris și Fernand Léger.
Laurens a fost scutit de convocarea în Primul Război Mondial, după ce în 1909 i s-a amputat un picior din cauza osteo-tuberculozei.

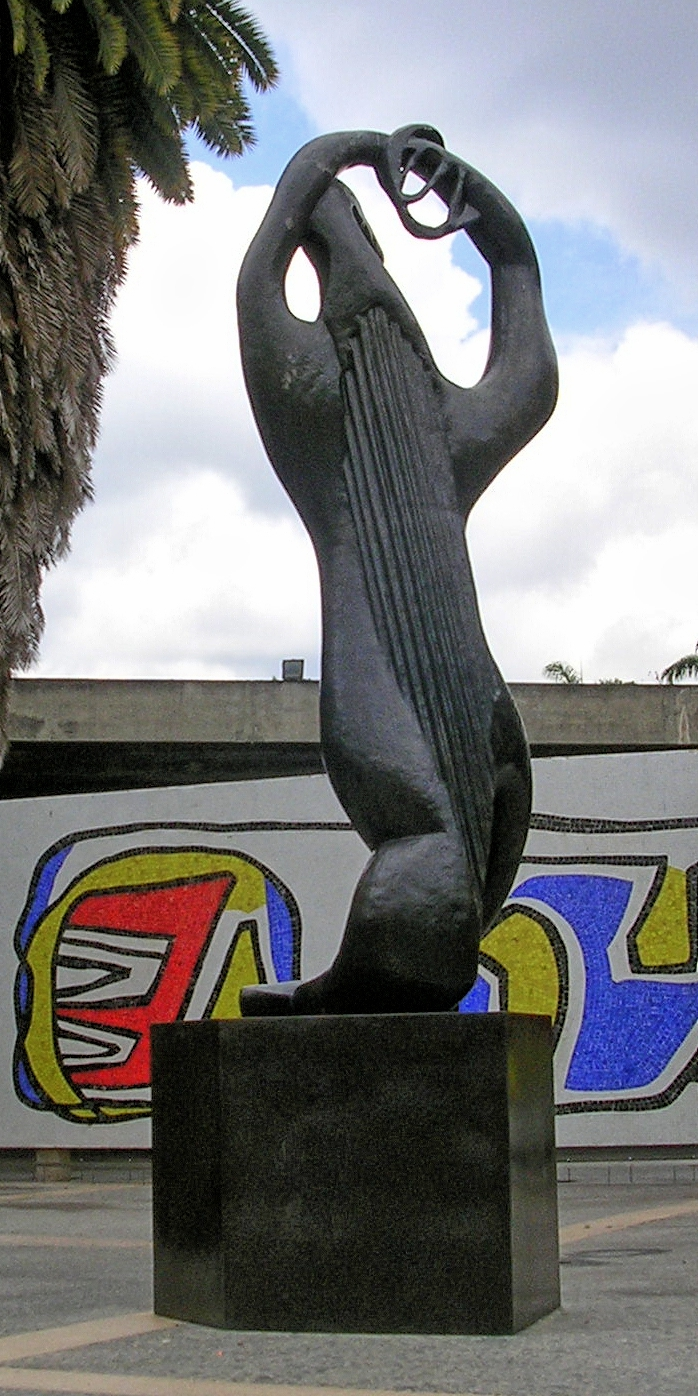
L' Amphion situat la Universitatea Centrală din Venezuela, Caracas

Cu multiple talente, Laurens a lucrat cu vopsea pentru postere și colaj. A fost gravor și a realizat design și decorațiuni pentru teatru. În 1915, a ilustrat o carte pentru prietenul său, scriitorul Pierre Reverdy.
În 1937, a primit premiul Helena Rubinstein, care i-a adus comenzi suplimentare. În 1938, a împărțit o expoziție cu Braque și Picasso, care a călătorit în marile orașe scandinave. În 1947, a realizat gravuri pentru ilustrații de cărți. În 1948, și-a expus arta la importanta Bienală internațională de la Veneția. În același an, a expus la Galerie d'Art Moderne din Basel, Elveția.
Multe dintre sculpturile sale sunt obiecte masive. Un exemplu al acestui stil este piesa monumentală L'Amphion⁠(d), pe care a proiectat-o mai întâi la o scară mai mică, înainte de a crea versiunea finală în 1952 pentru Universitatea Centrală din Venezuela, Caracas, după o solicitare din partea arhitectului Carlos Raúl Villanueva⁠(d).
Opera sculpturală a lui Laurens a influențat lucrările arhitectului Jørn Utzon, renumit pentru Opera din Sydney, în special mormântul lui Laurens pentru un aviator proiectat pentru cimitirul din Montparnasse, Paris, în 1924.

## Deces
Henri Laurens a murit la Paris, după ce s-a prăbușit în timpul unei plimbări de seară, și a fost înmormântat în Cimetière du Montparnasse acolo. Mormântul său este decorat cu sculptura sa, La Douleur.